# Hermann Eduard Reisner
Hermann Eduard Reisner (* 1910 in Berlin; † 1991 in Frankfurt am Main) war ein deutscher Verleger und Verfasser von Wirtschaftspublikationen, vornehmlich im Bereich der Exportwirtschaft.

## Leben
Reisner wurde  1910  in  Berlin geboren, bereits 1929 kam er nach Leipzig zum Verlagsgeschäft (Verlag J.J. Arnd von Ernst Reisner) und wurde Mitbegründer der deutschen Exportzeitschrift Übersee-Post. Nach dem Zweiten Weltkrieg zog er von Berlin zuerst nach Nürnberg und anschließend nach Frankfurt am Main, wo er 1954 den Wirtschaftsverlag Reisner Verlag GmbH & Co. KG - Made in Europe Organisation gründete.
Bekannt wurde Reisner in der Zeit des deutschen Wirtschaftswunders als Herausgeber und Autor wirtschaftlicher Fachliteratur, Zeitschriften und praxisorientierter Exportpublikationen. Inhaltlicher Schwerpunkt seiner Bücher bildeten wirtschaftliche Handelsfragen, den Umgang mit Handelspartnern, Produkt- und Verfahrensneuerungen bei ausländischen Industriebetriebe und der Umgang mit Behörden. Seine Bänder wiesen ebenfalls auf interkulturelle Themen hin und erläuterten die jeweils richtige „Business-Etiquette“ für deutsche Unternehmer im Umgang mit Handelspartnern der Welt.
Herman E. Reisner war Träger des Bundesverdienstkreuzes.

## Verlagsprogramm (Auswahl)
- 1929 Übersee-Post
- 1938 Afrika - Reisebericht von H.E. Reisner
- 1951 Von Habana bis La Paz von Pablo L. Harms
- 1950 Mein Feld die Welt von Walter Winkler
- 1951 Testing Machines von H. Mintrop

- 1954 Reisner Verlag  GmbH & Co. KG. - Made in Europe, Diverse Exportzeitschriften:
  - Made In Europe Consumer Goods Export Catalog incl. an Annual Buyers' Guide
  - Made In Europe-TEC (Technical Equipment & Supplies)
  - Made In Europe Furniture & Interiors
  - Made In Europe Food & Drinks
  - Made In Europe Medical Equipment & Supplies
  - Made In Europe Construction Machinery & Building Supplies

- - National editions:
    - Buy in Italy
    - Buy in Britain
    - From France to the World
    - Spain-Supermarket in the Sun
    - Austrian Editions

- - Special supplements:
    - Cutlery & Flatware Made In Germany
    - Housewares Appliances & Hardware
    - Glassware, China & the Well-laid table
    - Clocks, Watches Jewelry & Gifts

- - Diverse:
    - International Marketing Information (IMI)Newsletter
    - Made In Europe Confidential (Buyers' enquiries)

## Verfasser (Auswahl)
- 1950 Dollar Drive[1]
- 1952 Reisners in Amerika
- 1959 Reisners in Moskau
- 1961 Reisners in Asien
- 1963 Reisnrs in Nahost
- 1964 Reisners in Afrika
- 1965 Reisners in Australasia
- 1965 Reisners in V. R. China
- 1969 Reisners in Südamerika[2]
- 1971 Reisners auf den Westindies
- 1972 Reisners in Westafrika
- 1979 Reisners in Arabien